# 유엔 안전 보장 이사회 결의 제718호
유엔 안전 보장 이사회 결의 제718호는 1991년 10월 31일 만장일치로 채택되었다. 주요 내용은 1990년보장 이사회 결의 제718호는 1991년 10월 31일 만장일치로 채택되었다.
결의안 주요 내용은 전년도 결의안 제668호와 같은 해의 결의안 제717호를 상기하고 파리 회의에서 캄보디아 상황에 대한 정치적 합의가 체결되었다는 점을 언급하면서, 유엔 캄보디아 과도 통치기구 설립 전 사무총장으로 하여금 비용에 대한 보고서를 제출할 권한을 부여하는 것이다.

## 같이 보기
- 유엔 안전 보장 이사회 결의 제701 ~ 800호 목록
- 캄푸치아 인민공화국